# 滕维藻

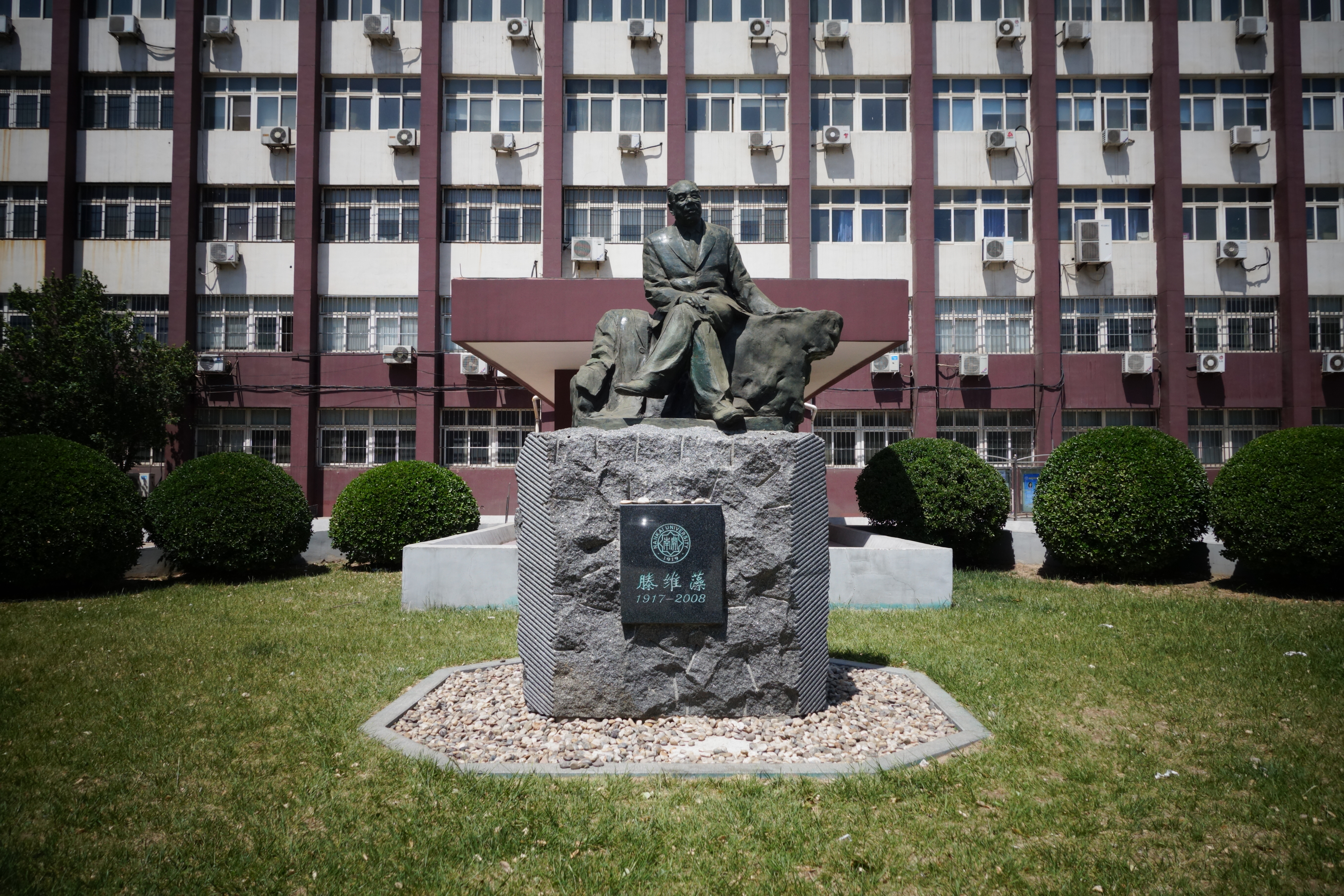
位于经济学院方楼前的南开大学原校长、南开大学经济研究所原所长滕维藻雕像

滕维藻（1917年1月—2008年2月14日），字鏡江，江苏阜宁人，中国经济学家、教育家，曾于1981—1985年担任南开大学校长。

## 生平
滕维藻于1917年1月出生。1937年考入浙江大学农业化学系，并在第二年转入农业经济系。抗日战争爆发后，考入西南联大的滕维藻继续攻读研究生。1945年回校任教。1979年，滕维藻开始担任南开大学副校长一职，并与1981年到1985年担任校长。2008年2月14日，滕维藻因医治无效死亡，享年91岁。

## 学术贡献
滕维藻的主要研究方向为世界经济，对于大洋洲经济的研究颇有建树。另外他还在跨国公司经营方面有深入研究，著有《跨国公司概论》一书，并在教育部主办的第一届全国高校人文社会科学优秀成果奖上斩获一等奖。
1962年与朱宗风参与翻译弗里德里希·哈耶克的《通往奴役之路》。该书由商務印書館出版，為內部讀物，為的是“把這本充滿毒素的書翻譯出來，目的也是想供學術界瞭解和批判現代資產階級反動經濟理論時作為參考。”